# Def Rhymz
Dennis Oscar Bouman (Paramaribo, 3 mei 1970 – Utrecht, 24 maart 2024), beter bekend als Def Rhymz, was een Surinaams-Nederlandse rapper die opgroeide in Crooswijk in Rotterdam. Zijn teksten waren vaak seksueel getint, humoristisch en melig. Rond de eeuwwisseling scoorde de populaire rapper nummer 1-hits met Doekoe en Schudden. Bouman werd onder meer tweemaal onderscheiden met een TMF Award. Hij rapte sinds 1984 en behoorde daarmee tot de eerste generatie rappers van Nederland.

## Biografie
Een oom van Bouman, Lieve Hugo, was een belangrijk grondlegger van de muziekstijl kaseko. Zelf begon hij op jonge leeftijd met rap en breakdance. In 1986 werd hij op zestienjarige leeftijd Nederlands kampioen rappen. Hij werkte toen onder de artiestennamen Def Rijmen en Def Rhymz. De jaren erop vormde hij samen met DJ Git Hyper het rapduo Supersonic Cru. In 1993 was Bouman betrokken bij het nummer Mockin' Bird Hill van reggaegroep Roots Syndicate, wat in Nederland een nummer 1-hit werd. In 1999 nam Def Rhymz het nummer Doekoe (Sranantongo voor geld) op. Het nummer werd een grote hit. Samen met de Rotterdamse groep Postmen nam Def Rhymz in datzelfde jaar de Doe Maar-cover De Bom op. In 2000 zette hij zich in voor het in contact brengen van Nederlandse jongeren en jonge asielzoekers.
In 2001 kwam zijn album De Goeiste (later: De Allergoeiste) uit. Op dit album stonden de hits Puf, Schudden, Ze zitten me achterna en Ik ben niet te stoppe. In Schudden zit een sample van DJ Jeans Love come home, die daarop ook zijn bijdrage levert. Lloyd de Meza heeft de zang van het refrein verzorgd. In 2002 verscheen Def Rhymz' tweede album Hoorgasme. In 2003 maakte hij nog de plaat Toerkse Brief Aan Die Minister, waarin hij een arme Turkse jongere speelt die niet tevreden is over de situatie in Nederland (“niet goed, niet goed”).
In 2008 kwam Def Rhymz samen met DJ Kicken met een comebackplaat, de single Slippers. In 2012 maakte hij een remix en Nederlandse versie van het nummer Danza Kuduro.
Naast rappen was Bouman eigenaar van een restaurant.

## Gezondheid en overlijden
Sinds 2020 onderging Bouman drie hartoperaties, omdat zijn linker hartklep niet functioneerde. Een steunhart garandeerde daarop de bloedsomloop in zijn lichaam en was hij in afwachting van een donorhart.
Bouman overleed op 24 maart 2024 in het ziekenhuis in Utrecht op 53-jarige leeftijd aan hartfalen. Hij werd op 8 april 2024 begraven in Suriname, nadat zijn familie een crowdfundingsactie had opgezet om dit te bekostigen.

## Discografie

### Albums
| Album met eventuele hitnotering(en) in de Nederlandse Album Top 100 | Datum van verschijnen | Datum van binnenkomst | Hoogste positie | Aantal weken | Opmerkingen   |
| ------------------------------------------------------------------- | --------------------- | --------------------- | --------------- | ------------ | ------------- |
| De goeiste                                                          | 2000                  | 17-06-2000            | 56              | 11           |               |
| De allergoeiste                                                     | 2001                  | 07-04-2001            | 26              | 21           | Verzamelalbum |
| Hoorgasme                                                           | 2002                  | -                     |                 |              |               |

### Singles
| Single met eventuele hitnotering(en) in de Nederlandse Top 40 | Datum van verschijnen | Datum van binnenkomst | Hoogste positie | Aantal weken | Opmerkingen                                                            |
| ------------------------------------------------------------- | --------------------- | --------------------- | --------------- | ------------ | ---------------------------------------------------------------------- |
| Doekoe                                                        | 1999                  | 20-11-1999            | 1(1wk)          | 12           | #2 in de Single Top 100                                                |
| De bom                                                        | 1999                  | 08-01-2000            | 3               | 9            | met Postmen / #2 in de Single Top 100 / Alarmschijf                    |
| Ziek                                                          | 2000                  | 29-04-2000            | tip3            | -            | #38 in de Single Top 100                                               |
| Puf                                                           | 2000                  | -                     |                 |              | #64 in de Single Top 100                                               |
| Schudden                                                      | 2001                  | 3-2-2001              | 1(2wk)          | 16           | #1 in de Single Top 100                                                |
| Ze zitten me achterna                                         | 2001                  | 09-06-2001            | 36              | 2            | #30 in de Single Top 100                                               |
| Weekend                                                       | 2002                  | 16-02-2002            | tip2            | -            | #35 in de Single Top 100                                               |
| Ik ben niet te stoppe                                         | 2002                  | 20-07-2002            | 13              | 8            | #9 in de Single Top 100                                                |
| Groetjes aan mijn exen en groetjes aan mijn aankomende ex     | 2003                  | -                     |                 |              | met Kids Adventure / #65 in de Single Top 100                          |
| Habibti (Mijn schatje)                                        | 2004                  | 05-06-2004            | 30              | 3            | met Lil' Cute, Ragga P, Sat-R-Day & Lapache / #22 in de Single Top 100 |
| Doe het                                                       | 2005                  | -                     | tip3            |              | met K-Liber / #32 in de Single Top 100                                 |
| 10 Miljoen                                                    | 2005                  | -                     |                 |              | #59 in de Single Top 100                                               |
| Slippers                                                      | 2008                  | 16-08-2008            | tip16           | -            | met DJ Kicken / #24 in de Single Top 100                               |
| Fiësta Holanda (Oy Oy Oy)                                     | 2011                  | -                     |                 |              | met Dennis Bax / #74 in de Single Top 100                              |
| Achter het raam                                               | 2013                  | -                     |                 |              | met Ringo / Nr. 76 in de Single Top 100                                |
| Poenta Woi                                                    | 2018                  | -                     |                 |              | met Sepa                                                               |